# Acid zoledronic
Acidul zoledronic, utilizat și sub formă de zoledronat (cu denumirea comercială Zometa), este un medicament din clasa bisfosfonaților, fiind utilizat în tratamentul osteoporozei și al bolii Paget, printre altele. Calea de administrare disponibilă este cea intravenoasă.
Compusul a fost patentat în 1986 și aprobat pentru uz medical în Statele Unite ale Americii în anul 2001. Se află pe lista medicamentelor esențiale ale Organizației Mondiale a Sănătății.

## Utilizări medicale
Acidul zoledronic este utilizat în tratamentul anumitor maladii asociate sistemului osos, printre care:
- osteoporoză la pacientele aflate în perioada de postmenopauză cu risc crescut de fracturi;
- boala Paget;
- prevenția manifestărilor osoase la pacienți adulți cu tumori maligne în stadiu avansat, cu implicare osoasă;
- hipercalcemie indusă de tumori.

## Efecte adverse
Poate induce febră, dureri articulare, hipertensiune arterială, diaree și senzație de oboseală. O complicație rară care poate apărea este osteonecroza de maxilar, tipică pentru toți bisfosfonații.